# Llanfair-Mathafarn-Eithaf
Llanfair-Mathafarn-Eithaf est une localité du pays de Galles située sur l’île d’Anglesey.